# Volegalea cochlidium
Volegalea cochlidium (nomeada, em inglêsː melon conch, winding stair shell ou spiral melongena) é uma espécie de molusco gastrópode marinho, costeiro-estuarino e predador, pertencente à família Melongenidae, na subclasse Caenogastropoda e ordem Neogastropoda. Foi classificada por Carolus Linnaeus, em 1758; descrita como Murex cochlidium em sua obra Systema Naturae. Habita áreas de variação de salinidade, como lodaçais entre marés e manguezais, ambiente próximo à foz de rios, do Sri Lanka, no oceano Índico, ao oeste do oceano Pacífico; no mar da China Meridional, Sudeste Asiático e norte da Austrália.

## Descrição da concha
Sua concha é grossa, sólida, pesada e piriforme com, no máximo, 15 centímetros de comprimento; com espiral alta a moderadamente baixa e protoconcha pequena. Apresenta uma superfície estriada e, às vezes, uma série de projeções espiniformes na borda mais larga de sua volta corporal e nas voltas acima desta. Abertura dotada de lábio externo fino e coloração branca; dotada de grande opérculo córneo e oval, em forma de unha e com anéis concêntricos. O canal sifonal é destacado, mas curto, e a columela é arredondada, sem pregas. Sua coloração vai do castanho a tons de creme ou cinza claro. Em vida, um perióstraco grosso lhes recobre.

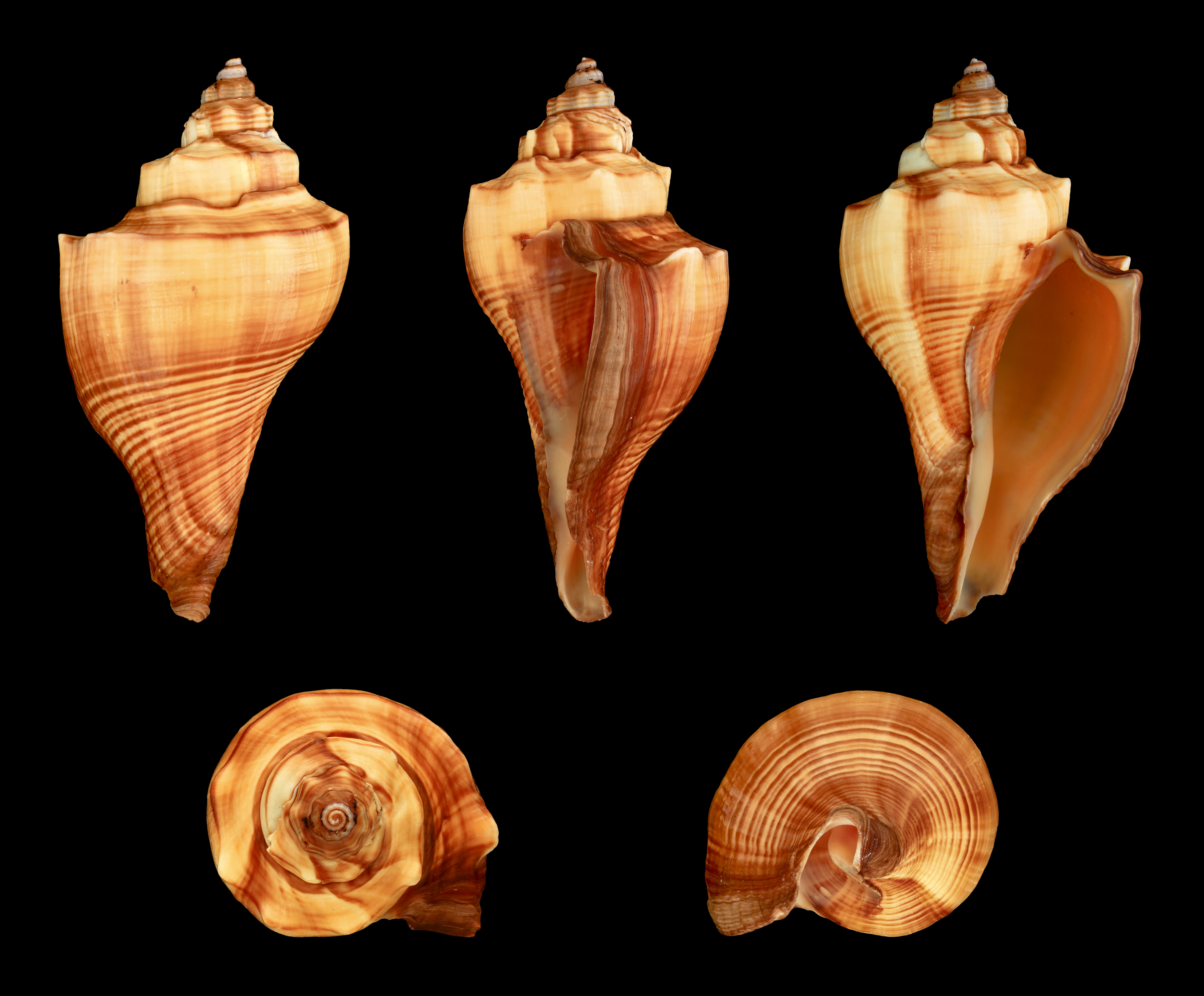
Cinco vistas da concha de V. cochlidium; espécime das Filipinas.

## Habitat e distribuição geográfica
Volegalea cochlidium habita águas rasas da zona entremarés e zona nerítica, próxima à costa e muitas vezes perto de bancos de moluscos Bivalvia, seu alimento; em regiões tropicais do oceano Índico e oeste do Pacífico, desde o Sri Lanka ao mar da China Meridional e ao norte da Austrália, incluindo o Sudeste Asiático; em áreas de variação de salinidade, como lodaçais entre marés e manguezais, ambiente próximo à foz de rios.